# ان‌جی‌سی ۷۰۱۹
ان‌جی‌سی ۷۰۱۹ (انگلیسی: NGC 7019) یک کهکشان مارپیچی است که در فاصله حدود ۴۸۰ میلیون سال نوری از ما در صورت فلکی بزغاله قرار دارد. این کهکشان در سال ۱۸۸۶ توسط ستاره شناس آمریکایی فرانسیس لیونورث کشف شد.